# Кёртис, Кеннет Мервин
Кеннет Мервин Кёртис (англ. Kenneth Merwin Curtis) — американский политик-демократ, 68-й губернатор штата Мэн.

## Биография
Кертис родился в Лидсе, Мэн. В 1952 году окончил Морскую академию Мэна в звании капитан-лейтенанта ВМС. После этого он получил степень в юриспруденции в Портлендском университете (сейчас часть Университета Мэна). В 1981 году окончил Бэтс-колледж со степенью доктора юриспруденции.
В 1965 году Кёртис был назначен на должность Госсекретаря штата Мэн. Оставил пост для того, чтобы участвовать в губернаторских выборах, которые он же и выиграл. В 1977—1978 избран председателем Национального комитета демократической партии, а в 1979 назначен президентом Джимми Картером на должность посла США в Канаде.
Кертис также работал президентом Морской академии Мэна (1986—1994) и председателем экологического комитета Национальной ассоциации губернаторов.
В настоящее время руководит юридической фирмой «Curtis Thaxter Stevens Broder & Micoleau Limited Liability Company». Проживает в Сиеста-Ки, Сарасота, Флорида.